# Crash and Burn
«Crash and Burn» — песня американского кантри-певца Томаса Ретта, вышедшая 27 апреля 2015 года в качестве первого сингла с его второго студийного альбома Tangled Up (2015). Авторами песни выступили Jesse Frasure и Крис Стэплтон.

## История
Журнал Rolling Stone сообщал, что ещё до выхода сингла Ретт был обеспокоен обратной связью с поклонниками из-за влияние поп- и R&B-стилей в его новом сингле.
«Crash and Burn» дебютировал на позиции № 38 в американском хит-параде кантри-музыки Billboard Country Airplay в неделю с 25 апреля 2015, и на № 2 в Hot Country Songs и на № 36 Billboard Hot 100' с тиражом 40,000 копий в дебютную неделю.
Песня достигла позиции № 1 в Country Airplay три недели спустя, став его 4-м чарттоппером в этом радиоэфирном кантри-чарте. Сингл достиг платинового статуса и сертифицирован RIAA 23 сентября 2015. К январю 2016 тираж достиг 861,000 копий в США.

## Музыкальное видео
Режиссёром выступил TK McKamy, а премьера состоялась в июне 2015 года.

## Чарты

### Еженедельные чарты
| Чарт (2015)                         | Высшая позиция |
| ----------------------------------- | -------------- |
| Канада (Billboard Canadian Hot 100) | 47             |
| Канада (Billboard Country)          | 1              |
| США (Billboard Hot 100)             | 36             |
| США (Billboard Country Airplay)     | 1              |
| США (Billboard Hot Country Songs)   | 2              |

### Итоговые годовые чарты
| Чарт (2015)                      | Позиция |
| -------------------------------- | ------- |
| US Country Airplay (Billboard)   | 21      |
| US Hot Country Songs (Billboard) | 5       |

## Сертификации
| Регион | Сертификация | Продажи |
| --- | ------------ | ------- |
| США (RIAA) | Платиновый   | 861,000 |
| * Данные о продажах приведены только на основе сертификации. ^ Данные о тиражах приведены только на основе сертификации. |              |         |